# Борискин, Валентин Акимович
Валентин Акимович Борискин (24 июня 1928 — 22 ноября 2019) — токарь Людиновского тепловозостроительного завода, Герой Социалистического Труда (1966).

## Биография
Родился в селе Людиново (ныне — Калужской области) в семье рабочего. Принят на Людиновский локомобилестроительный завод разнорабочим в сентябре 1943 года, в 15-летнем возрасте. После учёбы в школе ФЗО работал токарем. Награждён медалью «За доблестный труд в Великой Отечественной войне 1941—1945 гг».
В 1948—1951 годах служил в армии, потом снова вернулся на ЛТЗ. Трудовой стаж — 57 лет.
Участвовал в становлении завода как ведущего предприятия по выпуску маневровых тепловозов и другой железнодорожной техники. За высокие производственные достижения в 1966 году удостоен звания Героя Социалистического Труда.
Член КПСС с 1953 года. Делегат 24-го съезда партии. Семь созывов подряд избирался депутатом Людиновского городского Совета депутатов трудящихся.
Умер 22 ноября 2019 года.

## Награды
- Золотая звезда «Серп и Молот»
- орден Ленина
- орден Октябрьской Революции
- орден Трудового Красного Знамени
- орден «За заслуги перед Отечеством» III степени (22.07.1995)[3]
- медаль «За доблестный труд в Великой Отечественной войне 1941—1945 гг.»
- медаль «Ветеран труда»
- медаль «За заслуги перед Калужской областью III степени» (2013)

В 1973 году Валентину Акимовичу Борискину присвоено звание «Почётный гражданин города Людиново».